# أبوستولوس دوكسياديس
أبوستولوس دوكسياديس (باليونانية: Απόστολος Κ. Δοξιάδης)‏ هو كاتب يونانيّ ولد عام 1953 في بريزبان، أستراليا، اشتهر بكتابيه الأكثر مبيعًا على مستوى العالم "العم بيتروس وتخمين غولدباخ" (2000) و"لوجيكوميكس" (2009).

## حياته
ولد دوكسياديس في أستراليا وبعد ولادته انتقت عائلته إلى اليونان حيث ترعرع. كان دوكسياديس منذ صغره محبًّا للشّعر، للأدب الخياليّ وللمسرح. كان دوكسياديس أيضًا محبًّا جدًّا للرياضيات، ففي الخامسة عشر من عمره بدأ دراسته للقب الأوّل في الرّياضيّات في جامعة كولومبيا، مدينة نيويورك في الولايات المتّحدة، وفي أيّار سنة 1972 حصل على شهادة البكالوريوس في الرّياضيّات. بعد ذلك درس دوكسياديس في École Pratique des Hautes Études في باريس، فرنسا، حيث حصل على درجة الماستر في الرّياضيّات التّطبيقيّة عاملًا على تجسيد رياضياتيّ للجهاز العصبيّ. بعد دراساته عاد دوكسياديس إلى اليونان لمزاولته لاهتماماته الأخرى: المسرح، الكتابة والسّينما. منذ ذلك الوقت عمل ككاتب في الأدب الخياليّ حيث كتب ونشر عدّة روايات في اللّغة اليونانيّة.

## أعماله

### أعماله الكتابيّة في اليونانيّة[3]
في سنوات النصف الثّاني من العقد الثامن من القرن العشرين معظم أعمال دوكسياديس كانت أدبيّة. لقد نشر دوكسياديس أربع روايات باللغة اليونانيّة:
- (1985)الحياة الموازية
- (Makavettas (1988
- (1992) Uncle Petros and Goldbach's Cpnjecture
- (1997) ثلاثة رجال قليلون

### أعماله المسرحيّة والسّينمائيّة[2]
في عام 1983 أنتج دوكسياديس أوّل أفلامه بعنوان ممرّ تحت أرضيّ (Underground Passage) في اليونانيّة. فيلمه الثّاني Terirem الذي أنتجه في عام 1986 حصل على جائزة المركز العالميّ للسينما الفنّيّة في عام 1988 في فستفال الأفلام العالميّ في برلين. لقد قام دوكسياديس بكتابة مسرحيّتين:
«التاريخ المأساوي لجاكسون بولوك، الخلاصة التعبيرية والتجريبية.»

## روابط خارجية
- أبوستولوس دوكسياديس على موقع IMDb (الإنجليزية)
- أبوستولوس دوكسياديس على موقع قاعدة بيانات الفيلم (الإنجليزية)